# Zubrești
Zubrești est un village du district de Strășeni, en Moldavie.
Le village est administré par Maria Manoli et compte 2 865 habitants en 2014.